# Alexandre de Belgique
Le prince Alexandre de Belgique (né le 18 juillet 1942 au château de Laeken et mort le 29 novembre 2009 à Rhode-Saint-Genèse) est le fils du roi Léopold III et de sa seconde épouse Lilian Baels, titrée princesse de Belgique, princesse de Réthy. Aucun des enfants issus de cette union n'entrait dans l'ordre de succession au trône.

## Exil et déménagements
Comme sa demi-sœur la grande-duchesse Joséphine-Charlotte de Luxembourg et ses demi-frères les rois Baudouin et Albert II, le prince Alexandre sera transféré en Allemagne en 1944 par les Allemands à la forteresse d'Hirschstein ; il connaîtra la libération par les Alliés en Autriche un an plus tard et l'exil en Suisse (au château du Reposoir, à Pregny) à la suite de la question royale de 1945 à 1950.
De retour en Belgique en 1950, il vivra pendant dix ans avec ses parents au château de Laeken et participera à toutes les manifestations nationales pendant dix ans. Il aura deux sœurs : la princesse Marie-Christine (née en 1951) et la Marie-Esméralda de Belgique (née en 1956). En 1960, tous les cinq quittent définitivement Laeken à la suite d'un accord intervenu un an plus tôt entre Léopold III et le gouvernement belge, désireux de ne plus voir l'ancien roi sous le même toit que son fils aîné le roi Baudouin. Le roi Léopold III meurt en 1983, la princesse de Réthy en 2002.

## Le prince discret et la princesse Léa

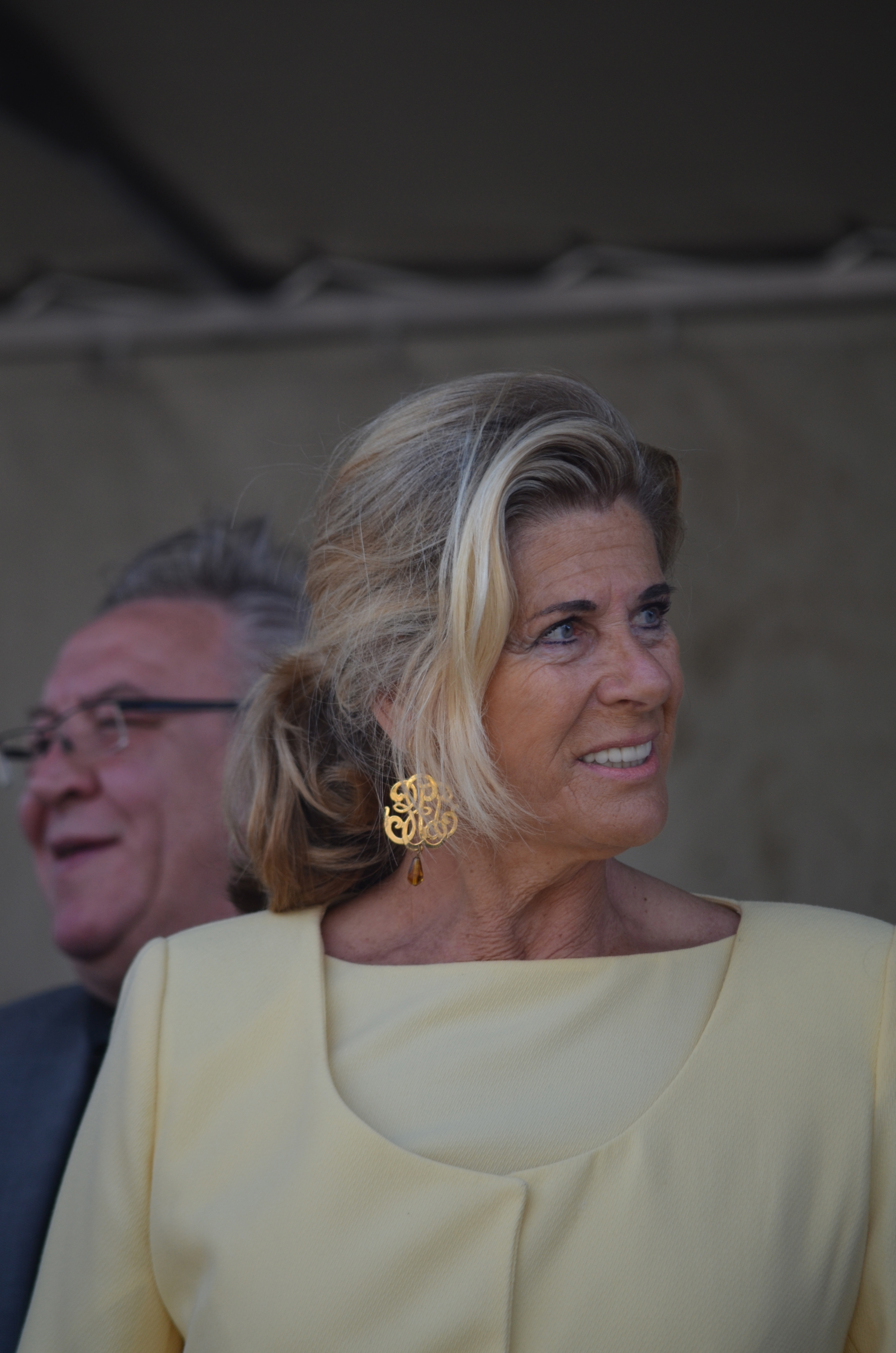
Léa de Belgique à Charleroi le 13 juin 2015.

À partir de 1960, le prince Alexandre devient un prince très discret et méconnu des Belges.
Il épouse le 14 mars 1991, en Angleterre, Léa Wolman avec qui il habite une villa à Rhode-Saint-Genèse, mais leur mariage n'a été rendu public qu'en juillet 1998 et officialisé lors d'une réception en septembre 1998 au château de Corroy-le-Château.
La princesse Léa est la dernière à être devenue princesse de Belgique de facto par mariage, une loi ayant aboli cet usage huit mois plus tard ; les princesses Mathilde et Claire seront ainsi princesses de Belgique par arrêté royal le jour de leur mariage, l'octroi de ce titre n'étant de surcroît plus automatique.
Née à Bruxelles en 1951, la princesse Léa a deux enfants, Laetitia et Renaud, de précédents mariages.
Très investie dans le domaine social, la princesse Léa est membre du comité de patronage de la soirée annuelle de bienfaisance La Nuit des Neiges à Crans-Montana en Suisse et accorde son Haut Patronage à de nombreuses œuvres caritatives. Elle est également membre de l'assemblée générale du Fonds Yvonne Boël (lutte contre le cancer).

## Le prince dans la vie des années 2000
Après le décès de la princesse Lilian en 2002, le prince Alexandre et sa sœur la princesse Marie-Esméralda tentent en vain de transformer le domaine royal d'Argenteuil, lieu de résidence de leurs parents, en un lieu de réunion en leur mémoire, mais le gouvernement belge, propriétaire des lieux, décide de vendre la propriété à Jean-Marie Delwart (en). Le prince Alexandre et sa sœur accordent leur Haut Patronage à la Fondation cardiologique Princesse Lilian.
En novembre 2004, le prince Alexandre a fait publier un album photo de 128 pages aux Éditions Alice, intitulé Argenteuil pour garder intacte la mémoire du domaine royal. Le prince en a signé la préface.
Le couple princier a créé en janvier 2006 le « Fonds d'entraide Prince et Princesse Alexandre de Belgique », destiné à soutenir financièrement des institutions œuvrant dans le domaine social. Un thème différent est choisi chaque année : le cancer en 2006, les personnes handicapées en 2007, les enfants hospitalisés et l'anorexie en 2008, le scoutisme et les pays d'asie centrale en 2012.
À l'automne 2006, le couple princier organise une soirée de bienfaisance dans les salons de l'Écurie Francorchamps propriété du célèbre coureur automobile Jacques Swaters, au profit du « Fonds d'entraide Prince et Princesse Alexandre de Belgique ». Parmi les invités, on peut reconnaître la princesse Marie-Esméralda, la princesse Marie-Gabrielle de Savoie, l'avocat Xavier Magnée, Marlène de Wouters d'Oplinter, les députés régionaux bruxellois Jos Chabert et François-Xavier de Donnéa de Hamoir, le marquis Olivier de Trazegnies, la journaliste Anne Quevrin, le couturier Edouard Vermeulen, etc.
Les Éditions de l'Arbre publient, en septembre 2007, un album-photos intitulé Le prince Alexandre de Belgique, rédigé par la princesse Léa à l'occasion du 65e anniversaire du Prince. En octobre 2007, la princesse Astrid, le prince Alexandre et la princesse Léa sont les invités d'honneur du dîner de gala organisé à l'occasion du 90e anniversaire du professeur Christian de Duve, Prix Nobel. En décembre 2007, une deuxième soirée de bienfaisance est organisée au Musée Autoworld (Bruxelles) au profit du Fonds d'entraide Prince et Princesse Alexandre de Belgique, en présence notamment du député régional bruxellois Jos Chabert, des ministres d'État Herman De Croo et Wilfried Martens.
En février 2008, un « dîner blanc » de 250 couverts est organisé par le couple princier au casino d'Ostende au profit du « Fonds d'entraide Prince et Princesse Alexandre de Belgique ». Au cours de la soirée, l'ancien ministre Réginald Moreels a évoqué sa propre expérience de l'anorexie.
En novembre 2008, la princesse Léa a publié aux éditions de l'Arbre un livre pour enfants Les amis de Valdi & Rush  avec le concours du journaliste français Stéphane Bern et du chanteur flamand Helmut Lotti.
Le prince meurt le 29 novembre 2009 d'une embolie pulmonaire à son domicile de Rhode-Saint-Genèse. Ses funérailles ont lieu le 4 décembre 2009 en l'église Notre-Dame de Laeken et il a été inhumé dans la crypte royale de l'église Notre-Dame de Laeken aux côtés de ses parents Léopold III et Lilian Baels.
Le 29 novembre 2010, en hommage à son époux, la princesse Léa inaugure l'exposition qui lui est consacrée dans sa ville de Waterloo, les éditions de l'Arbre sortent à cette occasion le livre que la princesse a dédié à son mari : Une année sans toi.
En hommage à son époux, la princesse Léa a créé le prix littéraire Alexandre de Belgique qui récompensera à partir de 2011 deux auteurs belges, un francophone et un néerlandophone.